# Voz - Socialdemocracia
Voz - Socialdemocracia (en eslovaco: Hlas - sociálna demokracia), también conocido comúnmente como Hlas, es un partido político socialdemócrata eslovaco.
Fue fundado en 2020 por disidentes de Dirección-Socialdemocracia (Smer) liderados por el ex primer ministro Peter Pellegrini. Inmediatamente después de formarse el partido, su apoyo fue de alrededor del 16% en las encuestas. En octubre de 2020, el partido se convirtió en el más popular por primera vez, y se mantuvo a la cabeza en la mayoría de las encuestas de opinión hasta enero de 2023. 
En octubre de 2022, fue admitido como miembro asociado del Partido de los Socialistas Europeos (PSE).
Después de que Pellegrini visitara a Olaf Scholz en marzo de 2023, algunos comentaristas percibieron un cambio en el partido eslovaco preferido del Partido de Socialistas Europeos (PSE) de SMER-SD a Hlas-SD, debido a la retórica más radical del antiguo partido.

## Resultados electorales
| Fecha | Votos        | %     | Diputados | +/- | Estatus                     |
| ----- | ------------ | ----- | --------- | --- | --------------------------- |
| 2023  | 436.415 (#3) | 14,70 | 27/150    |     | Coalición con SMER-SD y SNS |